# Áspar
Flávio Ardabúrio Áspar (ca. 400 - 471) foi um patrício alano e mestre dos soldados (magister militum), do Império Romano do Oriente. A família de Aspar exerceu uma grande influência sobre os imperadores romanos orientais durante meio século, a partir dos anos 420 até sua morte em 471, sobre Teodósio II, Marciano e Leão I, o Trácio, que , no final, mandou matá-lo.

## Biografia
Filho do mestre Ardabúrio, Áspar desempenhou um papel crucial na expedição de seu pai em 424 para derrotar o usurpador ocidental, João de Ravena, e para instalar Gala Placídia e seu filho, Valentiniano III, em seu lugar. Ele também ajudou a negociar um tratado de paz com Genserico, após a invasão dos vândalos da África Proconsular.
Áspar atingiu o consulado em 434, após a campanha na África. No entanto, Áspar não poderia tornar-se imperador por causa de sua religião ariana. Ao contrário, ele desempenhou o papel de fazedor de reis com seus subordinados, Marciano, que se tornou imperador ao se casar com a irmão de Teodósio II, Élia Pulquéria.
Em 27 de janeiro de 457 Marciano morreu, e os personagens políticos e militares corte oriental levaram onze dias para escolher um sucessor. Apesar da presença de um forte candidato para a purpura, o mestre dos soldados e e cunhado de Marciano, Antêmio, a escolha foi bem diferente. Arpar, que nesta ocasião foi provavelmente oferecido ao trono pelo senado, recusou-se podendo ter escolhido seu próprio filho Ardabúrio, mas em vez disso selecionou um tribuno obscuro, de uma de suas unidades militares, Leão I, o Trácio.
Em 470, em um episódio da luta pelo poder entre Áspar e o general isauro Zenão, Áspar convenceu o imperador a nomear seu segundo filho, Júlio Patrício, como César e deu-lhe em casamento a sua filha Leôncia. No entanto, como para o clero e o povo de Constantinopla, um ariano não era elegível para se tornar um imperador, eclodindo motins no hipódromo da cidade, liderador pelo chefe dos Acemetas ("monges que não dormem"), Marcelo: Áspar e Leão tiveram que prometer aos bispos que Patrício se converteria a ortodoxia antes de se tornar imperador, e só após a conversão, ele se casaria com Leôncia.
Em 471 uma conspiração imperial causou a morte de Áspar e de seu filho mais velho Ardabúrio: é possível que Patrício tenha morrido nessa ocasião, apesar de algumas fontes relatarem que ele se recuperou de suas feridas.
Áspar foi o professor de Teodorico, o Grande, que mais tarde tornou-se rei dos ostrogodos. Áspar teve outro filho, Hermenerico, com a irmã de Triário, o pai de Teodorico Estrabão. A esposa de Áspar foi uma ostrogoda, como o rei ostrogodo Teodorico era seu sobrinho. A cisterna atribuída a ele ainda existe hoje em Istambul.